# Сарыгин, Василий Николаевич
Васи́лий Никола́евич Сары́гин  (род. 24 июля 1942) — советский футболист, выступавший на позиции полузащитника.

## Биография
Воспитанник группы подготовки ЦСКА. В 1959 году пополнил состав дублирующего коллектива армейцев вместе с Альбертом Шестернёвым. За последующие три сезона Сарыгин так и не смог пробиться в основной состав и был отправлен за игровой практикой в Серпухов.
В 1963 году вернулся в ЦСКА, но провёл за сезон лишь 6 матчей в чемпионате. Следующий сезон отыграл в армейском клубе Одессы где был твёрдым игроком основы. Команда, руководимая бывшим игроком ВВС и ЦДСА Виктором Фёдоровым, по итогам сезона стала победителем и пробилась в высший дивизион советского футбола.
В начале 1965 года Василий Сарыгин получил 2 года дисквалификации за активное участие в драке в одном из одесских ресторанов (помимо него в ней участвовали и другие игроки СКА). Лишь в 1967 году он вновь вышел на поле в составе одесского клуба.
В 1971 году завершил карьеру игрока в составе «Локомотива» Оренбург под руководством Владлена Решитько.